# Ministerul Apărării (Federația Rusă)
Ministerul Apărării al Federației Ruse (în rusă Министерство обороны Российской Федерации; acronim MOD) este organul de conducere al Forțelor armate ale Federației Ruse.
Președintele Rusiei este comandantul șef al forțelor și conduce activitatea ministerului. Ministrul Apărării exercită autoritatea administrativă și operațională asupra forțelor armate ruse.
Statul Major al Forțelor Armate execută instrucțiunile și ordinele președintelui și ale ministrului apărării.
Ministerul are sediul în clădirea Statului Major, construită între 1979–1987 în Piața Arbatskaia, lângă strada Arbat din Moscova. Alte clădiri ale ministerului se găsesc răspândite în toată capitala rusă. 
Organul suprem responsabil de conducerea și supravegherea forțelor armate de către minister și de centralizarea comenzii forțelor armate este Centrul de management al apărării naționale, situat în clădirea principală a Ministerului Apărării, construită în anii 1940 pe terasamentul Frunzenskaia din districtul Hamovniki.
Actualul ministru al Apărării este Andrei Belousov (din 14 mai 2024).
A fost format prin decret al Președintelui Rusiei la 16 martie 1992 pe baza fostelor structuri ale Forțelor Armate ale Uniunii Sovietice situate pe teritoriul Rusiei. Decretul președintelui Rusiei a stabilit nivelul maxim de personal al Ministerului rus al Apărării la 10.540 de persoane - anterior 10.400 persoane. La 27 iulie 1992 au fost aprobate structura și regulamentele Ministerului rus al Apărării. La 11 noiembrie 1998, un decret al președintelui Rusiei a aprobat un nou regulament privind Ministerul rus al Apărării, potrivit căruia Ministerul rus al Apărării, împreună cu Statul Major al Forțelor Armate ale Federației Ruse, este organul central de comandă militară.
În sistemul organelor militare de comandă ale statului, Ministerul Apărării este organul executiv de stat al administrației de stat, organul de conducere al Forțelor Armate ale Federației Ruse; condus de ministrul apărării al Rusiei; raportează direct comandantului suprem al forțelor armate ale Federației Ruse; are organe executive în cadrul organelor de comandă militară, altor organe și organizații subordonate; este o instituție națională, o entitate politică socială formală militarizată non-profit care oferă servicii în domeniul apărării.
Codul pentru plăcuțele de înmatriculare ale autovehiculelor Ministerului rus al Apărării este 35.
Numărul personalului civil din biroul central în 2012 a fost de 2 629 de persoane.
Între 1997-1998 au fost efectuate o serie de schimbări structurale în Forțele Armate Ruse, în urma cărora s-au unit Forțele Strategice de Rachete, Forțele Aerospațiale și Forțele de Apărare Antirachetă. În plus, Forțele de Apărare Aeriană și Forțele Aeriene au fost comasate, făcându-se astfel trecerea de la o structură cu 5 la una cu 4 ramuri a Forțelor Armate. În această perioadă, Direcția Comandantului șef al Forțelor Terestre a fost reorganizată ca Direcția Principală a Forțelor Terestre. În timpul reformei Forțelor Armate, a fost creat Districtul Militar Siberian, care a unit fostele districte militare Transbaikal și Siberia, iar districtele militare Volga și Ural au fost, de asemenea, unite într-un singur - Districtul militar Volga-Ural (PUrVO).
În martie 2001 au fost create Forțele Spațiale.
La 4 iulie 2010, președintele rus Dmitri Medvedev a semnat un decret privind crearea a patru comenzi operațional-strategice. În conformitate cu decretul, s-au format 4 districte militare: districtele militare Moscova și Leningrad au fost transformate în Districtul Militar de Vest, care includea trupele acestor districte, flotele nordice și baltice, Districtul militar nord-caucazian a fost transformat în Districtul militar de Sud, care includea Flota Mării Negre și Flotila Caspică; Districtul militar Volga-Ural și partea de vest a districtului militar siberian au format Districtul militar central; Prin fuzionarea părții rămase a districtului militar siberian și a districtului militar din Orientul Îndepărtat, au format Districtul militar de est, care includea flota Pacificului. Crearea a 4 comenzi operațional-strategice a însemnat că reforma Forțelor Armate Ruse, menită să creeze o nouă imagine a Forțelor Armate, care a început la sfârșitul anului 2008, a intrat într-o nouă etapă.
La 1 decembrie 2011 au fost create Forțele de Apărare Aerospațială. Forțele Spațiale au încetat să mai existe ca o ramură separată a armatei și au devenit parte a Forțelor de Apărare Aerospațială.
La 1 august 2015, ca urmare a fuziunii Forțelor Aeriene și Forțelor de Apărare Aerospațială, au fost create Forțele Aerospațiale.
Din cauza invaziei Ucrainei de către Rusia în februarie 2022, Ministerul rus al Apărării a fost inclus în lista de sancțiuni a Uniunii Europene. La 3 martie 2022, Ministerul rus al Apărării a fost inclus în lista de sancțiuni a SUA. La 10 martie 2022, a fost trecut pe lista de sancțiuni a Canadei „pentru rolul său în facilitarea sau sprijinirea invaziei neprovocate și nejustificate a Ucrainei de către președintele Putin”. La 19 octombrie 2022, ministerul a fost inclus pe lista de sancțiuni a Ucrainei „ca răspuns la invazia trupelor ruse în Ucraina la 24 februarie 2022”. De asemenea, din motive similare, Ministerul rus al Apărării se află pe listele de sancțiuni ale Elveției și Japoniei.